# Пель, Александр Христофорович
Алекса́ндр Христофо́рович Пе́ль (нем. Alexander Eduard Poehl; 6 [18] июля 1809, Санкт-Петербург — 19 мая [1 июня] 1902, Санкт-Петербург) — русский архитектор немецкого происхождения, крупный петербургский мастер позднего классицизма и ранней эклектики, инженер-строитель. Тайный советник (1879), гласный Городской думы, академик архитектуры Императорской Академии художеств.

## Биография
Родился 6 (18) июля 1809 года в Санкт-Петербурге в семье титулярного советника. В 1818 году был определён в пансион Коллинса при Главном немецком училище св. Петра, которое закончил в 1826 году, полностью пройдя курс обучения.
В том же году он поступил в Академию художеств, которую окончил в 1833 году (удостоен звания свободного художника за «проект павильона»); в 1846 году удостоен звания «назначенного» без исполнения программы; в 1847 году получил звание академика за исполнение программы, заданной в 1844 году: «Проект инвалидного дома». С 1862 года — почётный вольный общник Академии художеств.
Службу начал 19 октября 1827 года. Был произведён в действительные статские советники 20 апреля 1869 года, в тайные советники — 3 марта 1879 года.
В начале своей карьеры был помощником Огюста Монферрана.
Построил в Санкт-Петербурге большое количество зданий. Самым известным является особняк князя С. С. Гагарина на Большой Морской ул., 52 (особняк А. А. Половцова; ныне Дом архитектора), который получил нынешний облик с эркером-фонариком после реконструкции, осуществленной Пелем (1835—1836). Состоятельный домовладелец, Пель построил ряд собственных домов в Литейной части, в том числе доходный дом на углу Моховой ул. и ул. Пестеля (1846—1847), особой приметой которого являются портики с фигурами грифонов, поддерживающих балконы. Особняк Пеля на Литейном просп., 44 (1852—1854) выделяется ренессансными и романскими мотивами главного фасада.

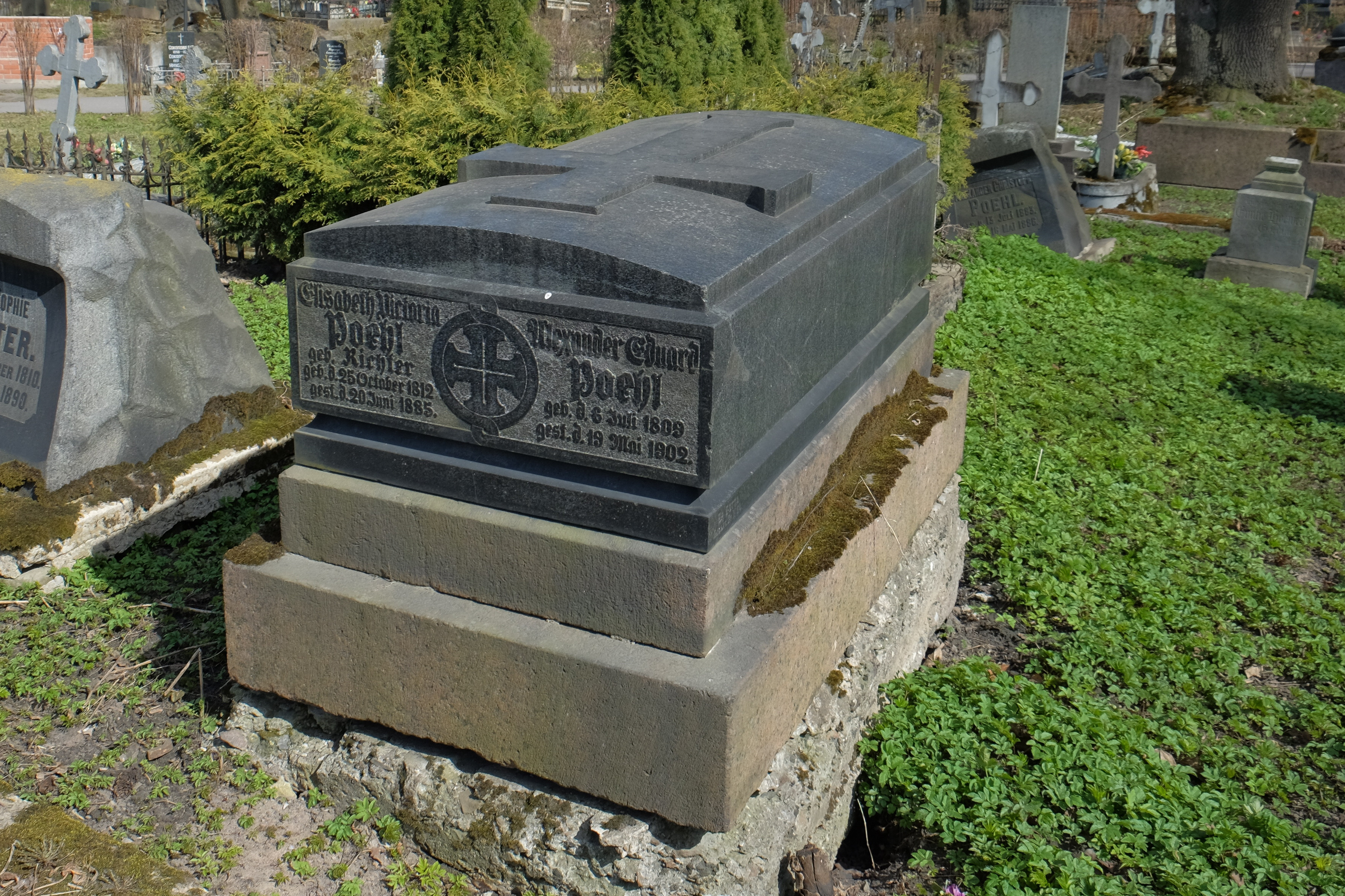
Могила А. Х. Пеля и его супруги на Волковском лютеранском кладбище

Последней крупной работой зодчего стала объемная реконструкция Петришуле (Главного немецкого училища св. Петра) (1876—1877), которую он выполнил безвозмездно вместе со своим зятем архитектором Ю. Ф. Бруни. В знак признательности от лица преподавательского состава академику Пелю была вручена медаль с изображением фасада немецкой школы и латинской надписью In memoriam scholae restauratae curis Alexandri a Poehl grati scholarum collegae («Александру Пелю в память перестройки училища от благодарных коллег»).
Из архивных источников известно, что А. Х. Пель с 11 сентября 1835 года был женат на дочери свободного художника Елизавете Фёдоровне (Елизавета-Виктория) Рихтер (25.10.1812-20.06.1885), и у них было трое детей: две дочери, Елизавета и Мария, и сын Феликс Эдуард. Сын последнего, Андрей Феликсович Пель (1878—1938), был городским архитектором.
Умер 19 мая (1 июня) 1902 года. Похоронен на Волковском лютеранском кладбище. Его могила, вопреки утверждениям некоторых источников, не утрачена, а сохраняется до настоящего времени (семейный участок в начале Волковской дороги).

## Постройки

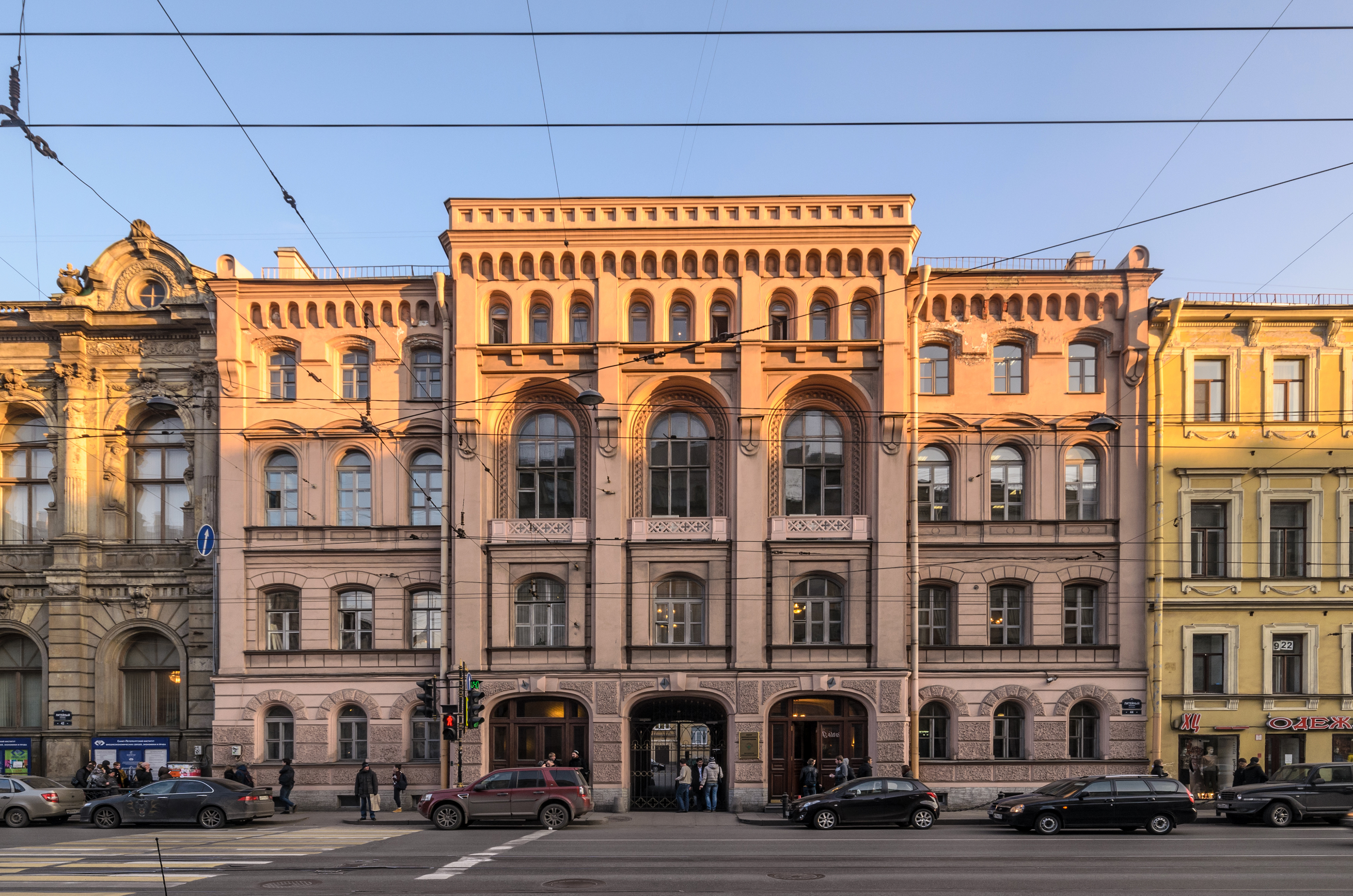
Особняк А.Х. Пеля (Литейный проспект, 44)

- Особняк А. А. Половцова по Большой Морской улице, 52[6]
- Дом Касаткина-Ростовского (Наб. реки Мойки, 84)
- Особняк И. Ф. Паскевича (Английская наб., 8)
- Собственный особняк архитектора (Литейный пр., 44)
- Особняк на Литейном, 46 (перестроен в 1908—1912 гг. Александром Хреновым)
- Здание Петришуле (Невский пр., 22/24) (перестройка)
- Доходный дом Вернера (Литейный пр., 27)

## Награды
- орден Св. Владимира 4-й ст. (1861)
- орден Св. Станислава 2-й ст. (1863)
- орден Св. Анны 2-й ст. (1868)
- орден Св. Владимира 3-й ст. (1871)
- орден Св. Станислава 1-й ст. (1873)
- орден Св. Анны 1-й ст. (1875)
- орден Св. Владимира 2-й ст. (1878)
- орден Белого Орла (1885)